# José María Ordovás
José María Ordovás Muñoz (1956, Zaragoza, España) es catedrático de nutrición, pionero y uno de los mayores especialistas a nivel mundial en nutrigenética y nutrigenómica. Es director del Laboratorio de Nutrición y Genética de la Universidad de Tufts (Boston, Estados Unidos), director científico del Instituto Madrileño de Estudios Avanzados (IMDEA) e investigador del Centro Nacional de Investigaciones Cardiovasculares (CNIC) en España.

## Datos Biográficos y académicos
Licenciado en química en 1978 por la Universidad de Zaragoza se doctoró en bioquímica en la misma por Universidad. Realizó estancias posdoctorales en Harvard y MIT antes de su paso a la Universidad de Tufts. Ha sido discípulo del también bioquímico Grande Covián.

## Nutrigenómica
La nutrigenómica estudia la dieta y los hábitos en la alimentación relacionados con el genoma. La genómica podría conllevar el diseño de una dieta ideal para cada persona a la vista de las características de su genoma.
Los estudios de José María Ordovás confirman que la estrecha relación que hay entre nutrición, genes y la aparición de enfermedades.

## Premios
- 2013 - Placa de Honor de la Asociación Española de Científicos.
- 2004 - Miembro de Honor de la Sociedad Española de Arteriosclerosis.
- 2006 - USDA Secretary's Honor Award (2006), la distinción más importante que concede el Departamento de Agricultura de Estados Unidos (USDA).
- 2007 - Nutrition Science Award de la Sociedad Americana de Nutrición.
- 2008 - Doctor honoris causa por la Universidad de Córdoba.[3]
- 2009 - Medalla de Oro de la Sociedad Española de Cardiología (SEC).
- 2011 - Gran Premio de la Ciencia de la Alimentación.

### Candidaturas
- 2007 - Candidato al Premio Príncipe de Asturias de Investigación Científica y Técnica.[4]

## Publicaciones
José María Ordovas ha publicado más de 600 artículos científicos y numerosos libros.
Artículos
- Selección de artículos publicados en Tufts University
- 474 artículos en PubMed 'ordovas j'

Monografía
- Nutrigenética y nutrigenómica, José María Ordovás y Rafael Carmena, en Revista Humanitas. Humanidades médicas, nº 9, 2004 ISSN 1696-0327

- Presentación José María Ordovás y Rafael Carmena.
- Nutrigenética José María Ordovás y Rafael Carmena.
- Nutrigenómica José María Ordovás, Rafael Carmena y Dolores Corella.
- Alimentos transgénicos, Daniel Ramón.
- La nutrigenómica desde la perspectiva del consumidor Emilio Muñoz Ruiz.
- La calidad científica en la nutrigenómcica David Castle.
- Aspectos jurídicos de la nutrigenómica Leire Escajedo San Epifanio y Carlos Romeo Casabona.
- El impaco de la nutrigenómica en la industria alimentaria Louise Brown y Frans Vaan Der Ouderaa.
- Nutrogenómica y cáncer Vanessa Almendro y Pere Gascón.
- Nutrogenómica y enfermedades cardiovasculares Rafael Carmena y José María Ordovás.
- Nutrigenómica y síndrome metabólico José Luis González-Sánchez y Manuel Serrano-Ríos.